# 李錦綸
李 錦綸（り きんりん）は、中華民国の外交官・政治家。祖籍は広東省台山県（現：江門市台山市）。

## 事跡
華僑の家庭に生まれ、シカゴ大学で法学士、ニューヨーク大学で法学修士をそれぞれ取得している。1911年に帰国し、広東省交渉署政務科科長に任ぜられた。中華民国成立後、国民党に加入したが、第二革命（二次革命）で革命派が敗北すると、一時国外へ亡命している。
1917年（民国6年）、李錦綸は孫文の護法運動に参加し、孫の秘書を務めた。翌年4月、広州軍政府外交部政務司司長に任ぜられ、1920年（民国9年）、粤海関監督兼広東交渉員となっている。1922年（民国11年）、私立上海滬江大学副校長兼政治学教授に転じた。
国民政府成立後の1927年（民国16年）11月、李錦綸は外交部参事に任ぜられる。翌1928年（民国17年）には、常設仲裁裁判所代表となり、10月、駐メキシコ公使となった。1929年（民国18年）10月、外交部政務次長に昇進し、1931年（民国20年）10月に各派合流・国民政府改組の間に外交部長を暫時代理している。まもなく政務次長・部長代理を辞し、翌年、在米華僑への宣慰やアメリカ政府との折衝のため渡米した。1933年5月、駐ポーランド兼駐チェコスロバキア公使に任ぜられる。翌1934年6月、駐ポルトガル公使に転じ、1943年9月までこれを務めた。その後は外交部顧問となり、アメリカで国民政府の宣伝活動に従事している。
1956年2月21日、ニューヨークにて病没。享年71。

## 注
1. ↑  徐友春主編『民国人物大辞典 増訂版』563頁、劉国銘主編『中国国民党百年人物全書』939頁による。『最新支那要人伝』204頁は1906年帰国としている。